# Magiczna karuzela
Magiczna karuzela (franc. Pollux: Le Manège enchanté, ang. The Magic Roundabout, 2005) – francusko-brytyjski film animowany oparty na serialu telewizyjnym Czarodziejska karuzela z 1964 roku. Na podstawie filmu powstał w latach 2007-2008 serial animowany Magiczna karuzela.

## Fabuła
Podobny do pajacyka na sprężynie czarodziej Zebedi ma koszmar o tym, jak ściga jego lodowy odpowiednik, czarnoksiężnik Zeebad.
Tymczasem w pewnej wiosce umówiony z dziewczynką Florą pies Dyziek ledwie zdąża na koncert ich przyjaciółki krowy Euralii. Znużony czekaniem na koniec Dyziek niepostrzeżenie się wymyka i podstępnie uszkadza wózek cukiernika. Cukiernik idzie po narzędzia do naprawy i daje Dyźkowi wózek do pilnowania. Dyziek chcąc obejrzeć zawartość wózka niechcący go uruchamia i uderza w karuzelę. Z uszkodzonej karuzeli której uwalnia się Zeebad. Karuzela pokrywa się lodem więżąc Florę z panem Rustym i resztą dzieci.
Dyziek, Euralia, ślimak Bartosz Pędziwiatr i królik Dylan wzywają na pomoc Zebediego. Ten wyjaśnia im, że został uwolniony Zeebad, który niegdyś pokrył świat wieczną zimą. By to zrobić ponownie, potrzebne mu są zaczarowane kryształy do zamrożenia słońca. Jednak jeśli kryształy zostaną przeniesione do karuzeli, to Zeebad zostanie z powrotem uwięziony. Zebedi mówi, że jeden z kryształów jest na karuzeli, więc musi zostać na miejscu, by go pilnować. Dyziek, Euralia, Bartosz i Dylan otrzymują od niego mapę do odnalezienia pozostałych kryształów i magiczną lokomotywę imieniem Ciuch.
W międzyczasie wolny Zeebad snuje swe plany ponownego zamrożenia świata i ożywia żołnierzyka z karuzeli, by ten był jego najemnikiem. Żołnierzyk przedstawiający się jako sierżant Sam zostaje wtajemniczony w plan odzyskania kryształów i zaatakowania przyjaciół Zebediego.
Gdy ekipa ratunkowa rozbija obóz pod górami dotkniętymi czarami Zeebada, Dyziek zostaje wrobiony stanie na warcie. Podczas czatowania zostaje schwytany przez Zeebada. Następnego dnia reszta szukając Dyźka spotyka łosia, który zaprowadza ich do zamku Zeebada. Tam Zeebad rozkazuje Samowi wydusić od Dyźka jakiekolwiek informacje nt. kryształów. Dyziek wykorzystując niewiedzę Sama nt. tortur zamierza podać mu fałszywe informacje. Nagle na pomoc przybywają przyjaciele Dyźka i uwalniają go. Po krótkim pościgu zakończonym ślepą uliczką ekipa ratunkowa wzywa na pomoc Zebediego. Pojedynek obu czarowników daje szansę na ucieczkę reszcie, jednocześnie unieruchomiony Zebedi zostaje zrzucony w przepaść.
Po krótkiej żałobie ekipa ratunkowa bierze się w garść i rusza dalej, próbując przejść pobliski łańcuch górski. Tam po karkołomnym przejściu skalnego mostu nad wrzącą lawą udaje się znaleźć jeden z kryształów. Służy on komunikowania się z uwięzionymi dziećmi w karuzeli. Nagle pojawiają się Zeebad i Sam, którzy wymuszają mapę. Ekipa ratunkowa w zapasie ma magiczne pudełko od Zebediego i za jego pomocą przemienia wagonik Ciucha w łódkę, a następnie robiąc z namiotów balon opuszcza górski łańcuch.
Podczas lotu zostają dostrzeżeni Zeebad i Sam płynący na morzu i ekipa ratunkowa decyduje ich śledzić. Na łodzi Euralia i podkochujący się w niej Bartosz zbliżają się do siebie, a Dyziek sypiającemu Dylanowi zwierza się o swej przyjaźni z Florą. W końcu wszyscy docierają do lasu tropikalnego, w którym znajduje się opuszczona świątynia. Zeebad widząc najeżone pułapkami korytarze z ukrycia ustępuje ekipie ratunkowej, by mieć łatwiejszą drogą do kryształu. Bartosz nieświadomie oczyszcza pierwszy korytarz z pułapek. Ekipa ratunkowa dociera do sali tronowej z drugim kryształem pilnowanej przez szkielety. Niespodziewanie Dylan rozprawia się ze szkieletami. Wyjaśnia, że zna wszystkie możliwe sztuki walki, lecz że nie używa przemocy z wyjątkiem samoobrony.
Tymczasem pilnujący wejścia do świątyni Ciuch spada w stary szyb kopalniany. Kryształ wydaje się na wyciągnięcie ręki, ale szkielety łączą się nagle w jednego wielkiego osobnika, który ściga ekipę ratunkową. Dyźkowi udaje się zniwelować zagrożenie, ale kryształ zdobywa Zeebad. Zostaje otwarte wejście do szybu, w którym znajduje się Ciuch. W pościg za nimi udaje się Szkielet, a następnie Zeebad i Sam w maszynie wiertniczej. Po pościgu obie ekipy mają straty. Zeebad zostawia na pastwę losu rannego Sama. Ciuch jest uszkodzone koła i nakazuje ekipie ratunkowej bez niego. Po długiej męczącej nocy ekipa ratunkowa traci nadzieję, aż nad ranem docierają do ich wioski.
Tam Zeebad wiedzący już o lokalizacji kryształu w karuzeli bezskutecznie go szuka, gdy nagle pojawia się Sam uratowany przez łosia. Ujawnia, że był elementem karuzeli i decyduje jej  bronić. Zeebad rozprawia się z nim odkrywając, że w środku Sama był ostatni kryształ. Zeebad jest gotów do uaktywnienia kryształów jednak powstrzymuje go od tego ekipa ratunkowa. W ostatniej chwili przybywa Ciuch i z pomocą Dyźka ostatni zostaje włączony w karuzelę, która więzi ponownie Zeebada. Lód roztapia się, jednak Flora jest nieprzytomna. Dyziek na szczęście ją cuci. Nagle pojawia się też Zebedi, który przeżył upadek z przepaści wraca do wioski, a także włącza Sama do karuzeli, dzięki czemu ta jest w stanie działać i cieszyć innych.
Tymczasem Zeebad budzi się w łańcuchu górskim pełnym lawy, co prowadzi go do irytacji.

## Obsada głosowa
| Postać | Wersja francuska  | Wersja brytyjska | Wersja amerykańska | Wersja polska          |
| --- | ----------------- | ---------------- | ------------------ | ---------------------- |
| Dyziek | Henri Salvador    | Robbie Williams  | Daniel Tay         | Krzysztof Szczerbiński |
| Euralia | Valérie Lemercier | Joanna Lumley    | Whoopi Goldberg    | Katarzyna Skrzynecka   |
| Bartosz | Dany Boon         | Jim Broadbent    | William H. Macy    | Łukasz Lewandowski     |
| Dylan | Eddy Mitchell     | Bill Nighy       | Jimmy Fallon       | Jarosław Boberek       |
| Ciuch | –                 | Lee Evans        | Chevy Chase        | Leszek Zduń            |
| Zeebad | Michel Galabru    | Tom Baker        | Jon Stewart        | Zbigniew Konopka       |
| Sierżant Sam | Gérard Jugnot     | Ray Winstone     | Bill Hader         | Wojciech Paszkowski    |
| Zebedi | Élie Semoun       | Ian McKellen     | Ian McKellen       | Robert Tondera         |
| Flora | Vanessa Paradis   | Kylie Minogue    | Kylie Minogue      | Joanna Węgrzynowska    |
| Koral | N/A               | Daniella Loftus  | Eric Robinson      | Julia Olak             |
| Basil | N/A               | Ediz Mahmut      | Heidi Brook Myers  | Kacper Głódkowski      |
| pan Rusty | N/A               | Jimmy Hibbert    | Cory Edwards       | Marek Robaczewski      |
| Szkielety | N/A               | Jimmy Hibbert    | Cory Edwards       | Marek Robaczewski      |
| John Krasinski | N/A               | Jimmy Hibbert    |                    | Marek Robaczewski      |
| cukiernik | N/A               | Jimmy Hibbert    |                    | Marek Robaczewski      |
| Łoś | –                 | –                | Kevin Smith        | –                      |
| Narrator | –                 | –                | Judi Dench         | –                      |
| Opracowanie wersji polskiej: Start International Polska Reżyseria: Marek Robaczewski Dialogi polskie: Andrzej Wójcik Dźwięk i montaż: Sławomir Czwórnóg Kierownik produkcji: Anna Kuszewska Zgranie: Michał Kosterkiewicz, Tomek Sikora w Studio Dźwiękowe w Łodzi Lektor: Daniel Załuski |                   |                  |                    |                        |

## Ścieżka dźwiękowa
- „The Magic Roundabout”

Tekst: Andrea Remanda i GoldDust Prods

Wykonanie: Kylie Minogue, Andrea Remanda i Scaramanga X

## Wersja amerykańska
Według słów Williama H. Macy’ego, Harvey Weinstein po ujrzeniu filmu zdecydował na stworzenie amerykańskiej wersji, jako że Czarodziejska karuzela była nieznana amerykańskiej widowni. Mimo że istniała anglojęzyczna wersja na rynek brytyjski, Weinstein zdecydował się na ponowny angielski dubbing z amerykańską odmianą języka angielskiego. Cała brytyjska obsada została zastąpiona amerykańskimi celebrytami, zaś Kylie Minogue nagrała swe dialogi z amerykańskim akcentem. Jedynie kwestie Iana McKellena zostały zachowane.
Stworzenie nowych dialogów zostało przydzielone Butchowi Hartmanowi, który widział udział w filmie jako okazję do przepustki do większej kariery. Hartman uważał film za nudny i planował włączyć sceny aktorskie z dziadkiem i wnuczką w stylu Narzeczonej dla księcia co spotkało z aprobatą Weinsteina. Ostatecznie The Weinstein Company z tej części zrezygnowało tłumacząc się Hartmanowi zbyt wysokimi kosztami. Weinstein nakazał mu też przepisać dialogi, które Hartman musiał a także dopasować do ruchu warg. Pierwotnie Hartman miał nadzorować reżyserię nagrań dialogów, jednak terminy nagrań kolidowały się z wykładami uniwersyteckimi, mógł zrobić to jednego dnia. Następnie bez wiedzy Hartmana The Weinstein Company i reżyser amerykańskiej wersji Cory Edwards przepisali większość jego oryginalnego scenariusza, z którego tylko 3% trafiło do gotowego filmu. W nowym scenariuszu umieszczono wielokrotne odniesienia do popkultury oraz toaletowy humor. Nagrano także od nowa dialogi i dodano narrację Judi Dench.
Magiczną karuzelę wypuszczono do amerykańskich kin jako Doogal 24 lutego 2006 roku. Film w wersji amerykańskiej okazał się porażką finansową i artystyczną i został ogłoszony jedną z najgorszych animacji wszech czasów. Serwis Rotten Tomatoes ocenił film na 8% określając film jako „przeładowany nawiązaniami popkulturowymi, lecz z brakiem przekonujących postaci i fabuły, Doogal jest zbyt prostolinijny nawet dla dzieci”. Serwis Metacritic ocenił film na 23% i ocenę F. Entertainment Weekly napisał, że „Bardzo młode dzieci powinny być wściekłe... Gdzie jest napisane, że 4-latek nie zasługuje na dobrą historię, przyzwoite postacie i odrobinę spójności?”. W programie Ebert & Roeper został na umieszczony na 5. miejscu najgorszych filmów w 2006 roku. Michael Phillip z Chicago Tribune opisał film jako „85 minut, których nikt ci nie zwróci”.
Randy Miller III dla DVD Talk opisał Doogala jako jedną z najgorszych wymówek jako film dla dzieci oraz skrytykował użycie popkulturowych nawiązań i brak uroku charakteryzującego Shreka.
Frank Scheck z The Hollywood Reporter skarżył się „szczątkową animację postaci, która żadna nie jest wizualnie atrakcyjna”.
Ned Martel z The New York Times napisał, że „świat przedstawiony w Doogalu polega na złym tempie poszukiwania trzech diamentów, różnych żartów, które nie lądują, i odważnie niespójnej konfrontacji klimatycznej”.
W 2017 roku Butch Hartman w podcaście Speech Bubble przeprosił za Doogala, jednocześnie winił The Weinstein Company oraz Cory’ego Edwardsa za zmiany przeprowadzone bez jego wiedzy i zgody.